# Fisker Pear

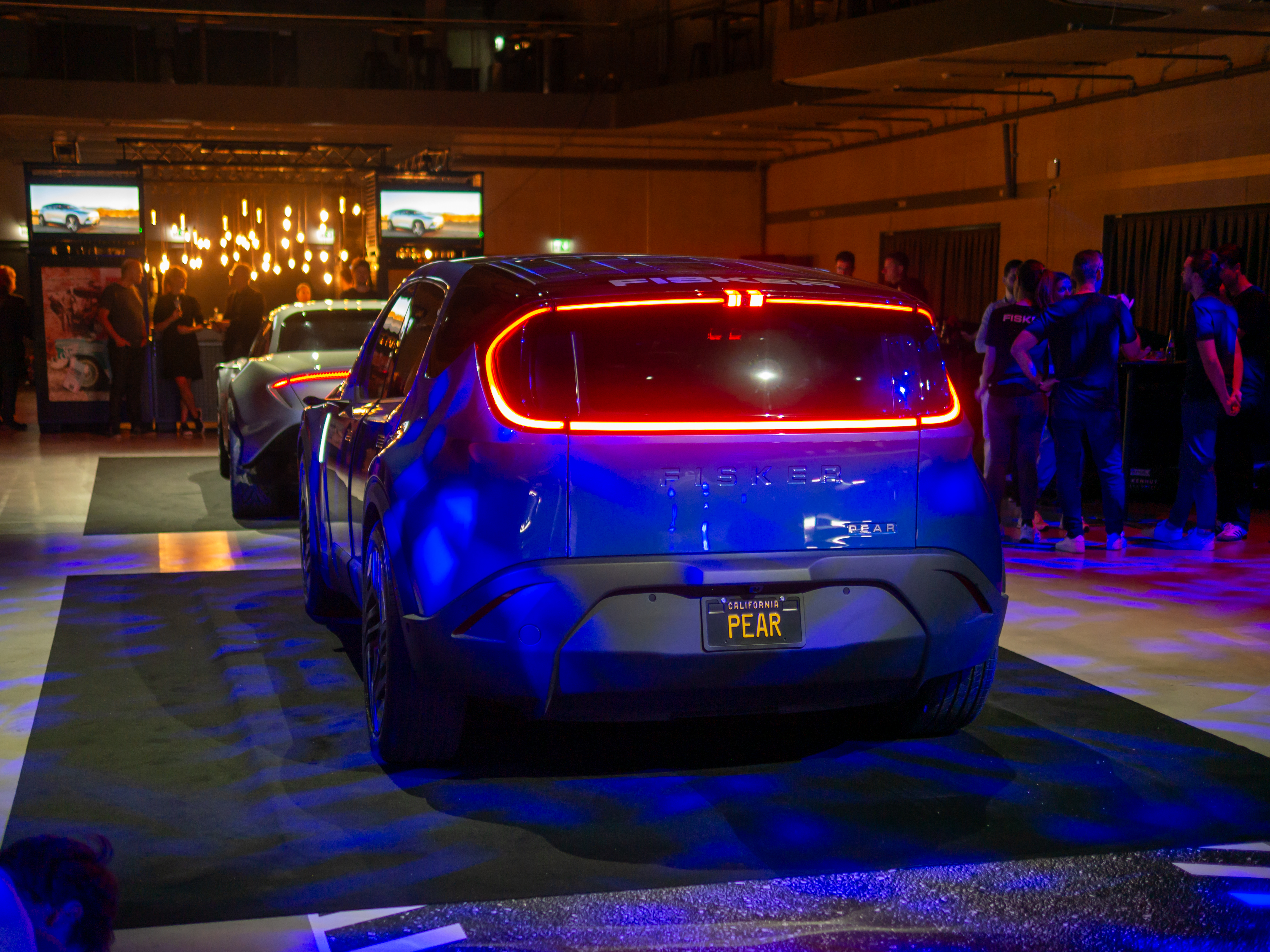
Вид сзади

Fisker Pear — компактный электромобиль-кроссовер производства американской компании Fisker. Производство планировалось в феврале 2025 года.

## Описание
Fisker Pear дебютировал в феврале 2022 года. В разработке автомобиля принимала участие компания Foxconn.
Ожидалось, что автомобиль будет выпускаться в Лордстауне, штат Огайо, с производственной мощностью 250 000 единиц в год. По словам производителя, автомобиль должен был выпускаться с использованием переработанных материалов и комплектующих.
Цена должна была составлять около 30000 долларов.